# Швеція на зимових Олімпійських іграх 1980
Швеція брала участь e Зимових Олімпійських іграх 1980 року в Альбертвіль (Франція) ушістнадцяте за свою історію, і завоювала одну золоту та три бронзові медалі. Збірну країни представляв 61 спортсмен (49 чоловіків та 12 жінок).

## Золото
- Гірськолижний спорт, слалом, чоловіки — Інгемар Стенмарк.
- Гірськолижний спорт, гігантський слалом, чоловіки — Інгемар Стенмарк.
- Лижні гонки, 15 км, чоловіки — Томас Вассберг.

## Бронза
- Хокей, чоловіки — Збірна Швеції з хокею

| Пелле Ліндберг    |  | Матс Неслунд    |  |  |
| Вільям Лефквіст   |  | Пер Лундквіст   |  |  |
| Томас Юнссон      |  | Лейф Гольмгрен  |  |  |
| Ульф Вейнсток     |  | Ларс Мулін      |  |  |
| Матс Валтін       |  | Дан Седерстрем  |  |  |
| Томас Ерікссон    |  | Бу Берглунд     |  |  |
| Стуре Андерссон   |  | Гокан Ерікссон  |  |  |
| Ян Ерікссон       |  | Леннарт Нурберг |  |  |
| Томмі Самуельссон |  | Бенгт Лундгольм |  |  |
| Матс Ольберг      |  | Гаральд Люкнер  |  |  |